# Копытень хвостатый
Копытень хвостатый (лат. Asarum caudatum) — многолетнее травянистое растение, вид рода Копытень (Asarum) семейства Кирказоновые (Aristolochiaceae). Произрастает в западной части Северной Америки во влажных лесах. Растение с сердцевидными листьями и трёхлопастным пурпурным цветком.

## Таксономия
Видовой эпитет caudatum происходит от лат. cauda, означающее «хвост», что относится к форме чашечки цветка.

## Описание
Копытень хвостатый — многолетнее травянистое растение. Растёт из длинного корневища. Листья сердцевидные длиной от 2 до 10 см. Листья растут колониями или скоплениями по мере разрастания корневища, образуя ковровое покрытие. При растирании источают имбирный аромат. Цветёт с апреля по июль (примерно на месяц раньше в Британской Колумбии). Цветок находится на конце 15-см черешка листа, часто на земле, скрытый под листьями. Цветки опушённые чашевидные, коричнево-фиолетовые или зелёно-жёлтые, заканчивающиеся тремя длинными, изящно изогнутыми лопастями.
Похожие виды включают Asarum hartwegii, Asarum lemmonii и Asarum marmoratum.

A. caudatum
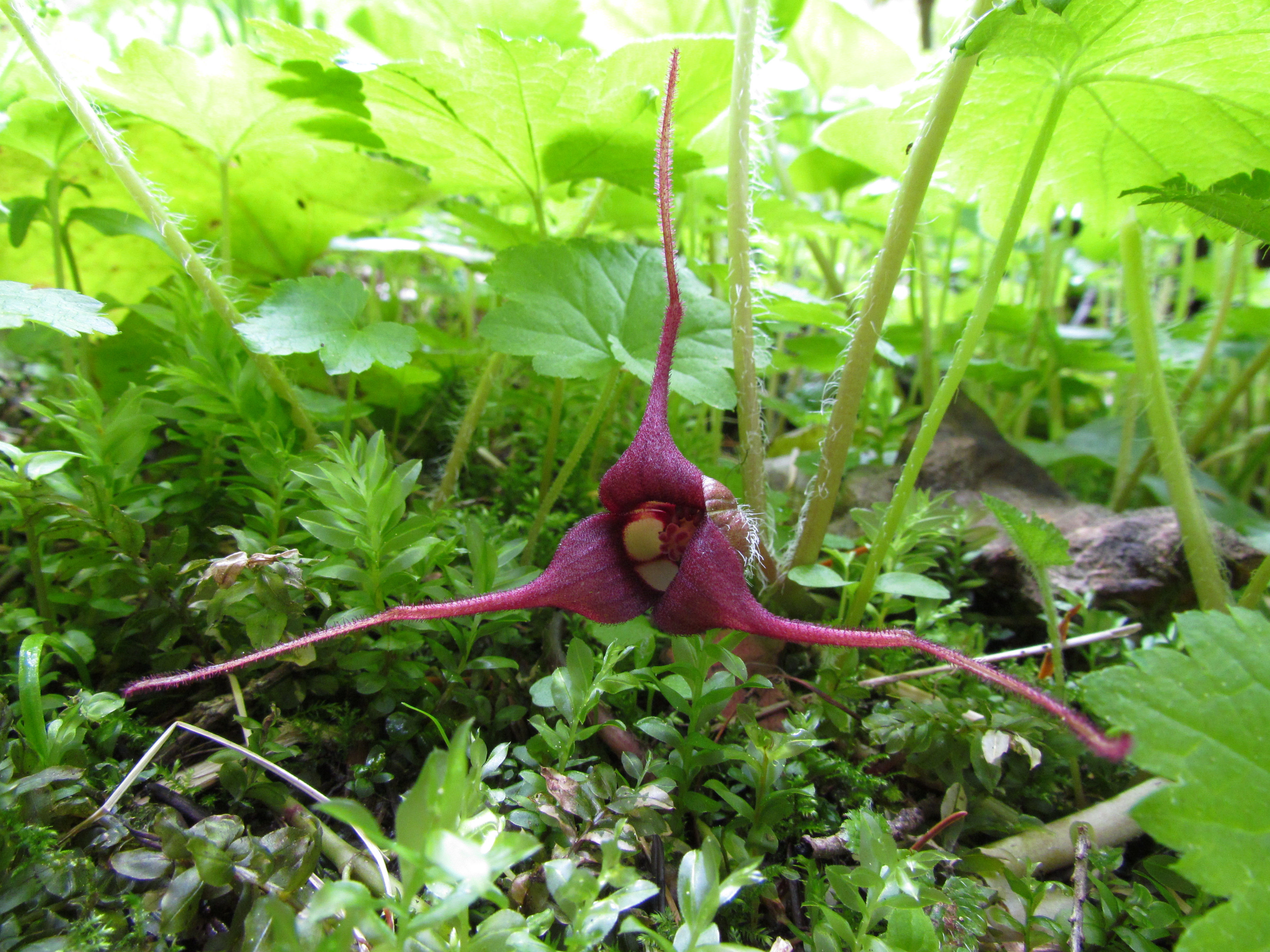
Общий вид
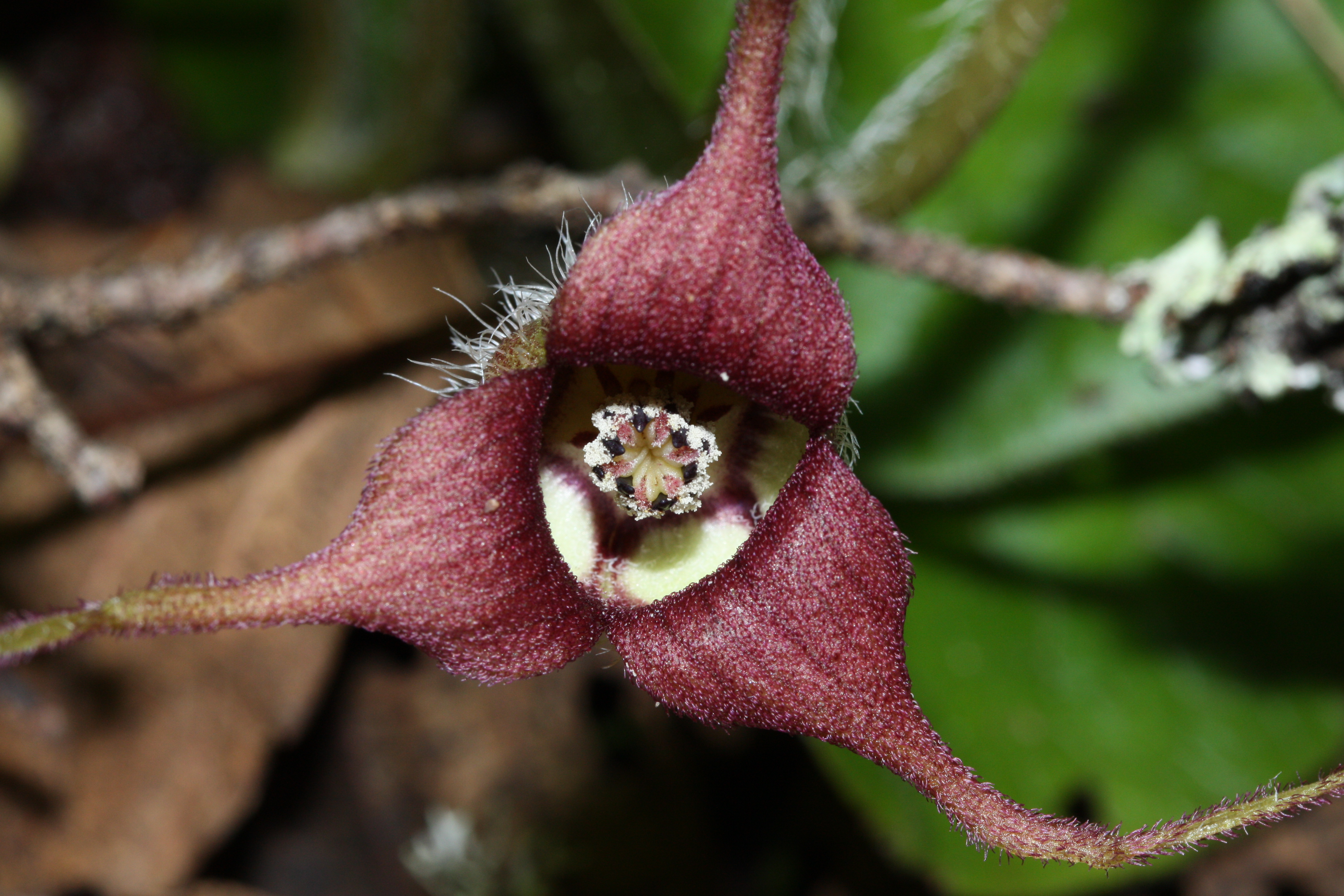
Цветок
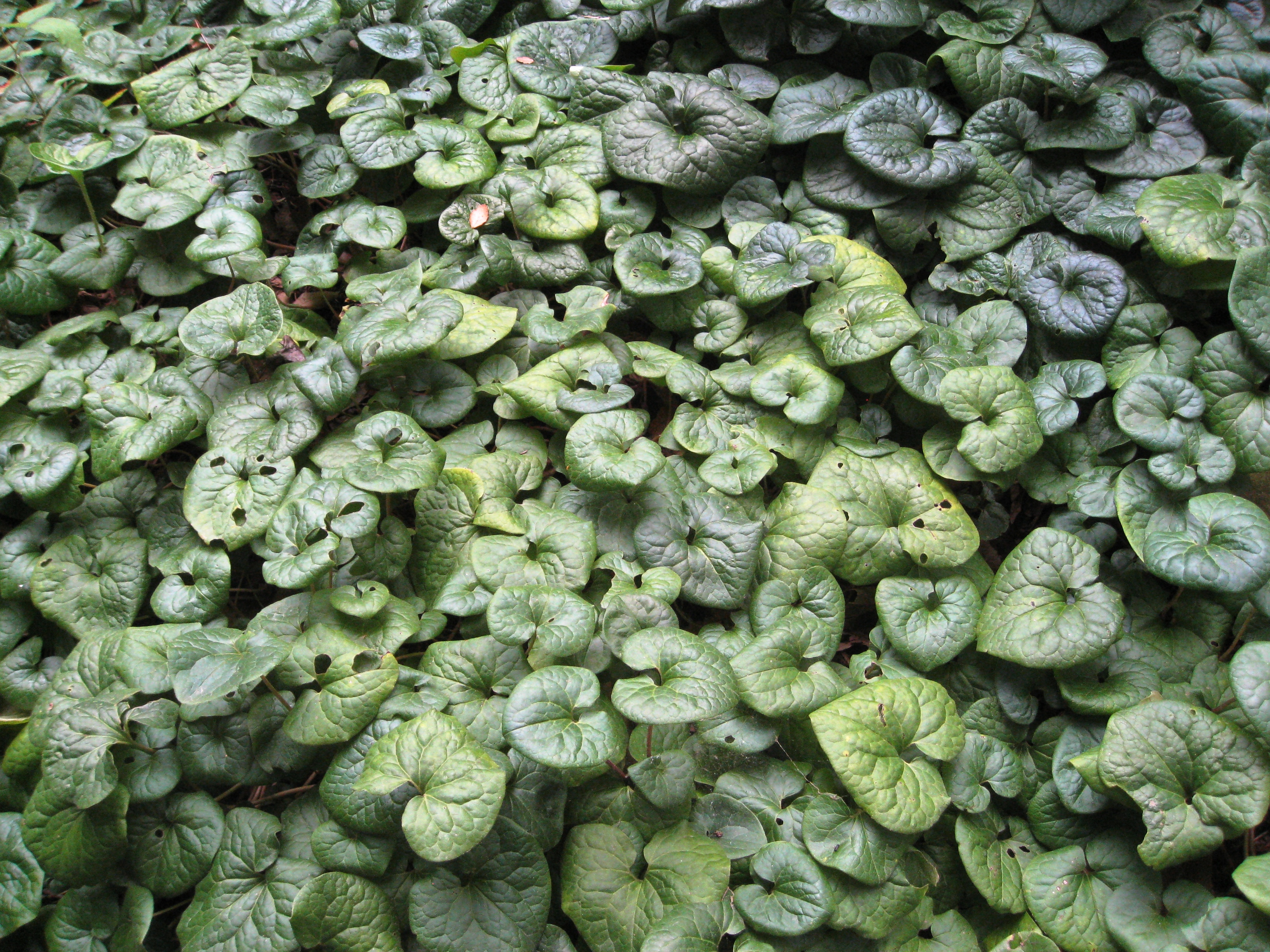
Листья
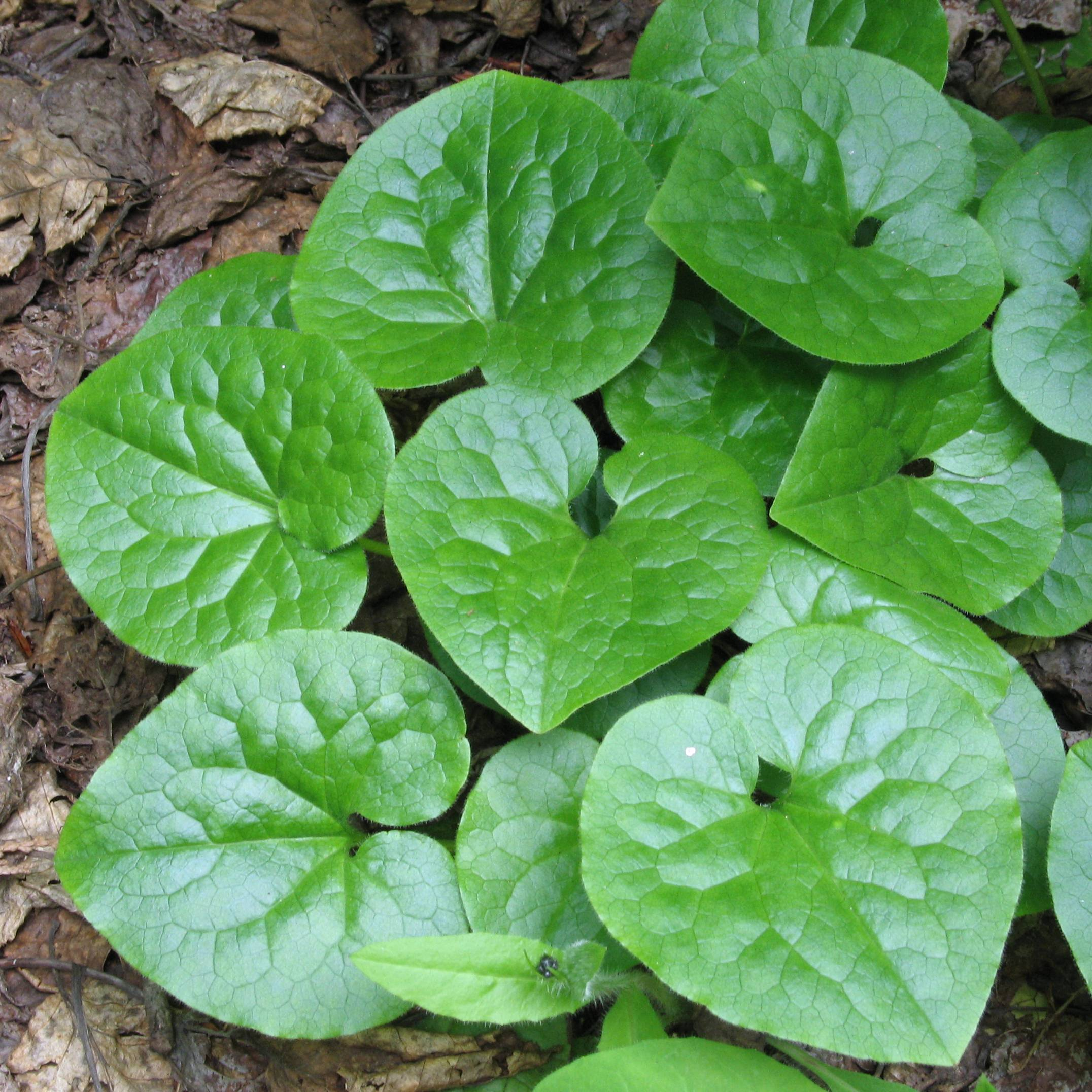

## Ареал и местообитание
Вид произрастает в Северной Америке в Британской Колумбии, Вашингтоне, Орегоне, северной Калифорнии, Айдахо и Монтане. Встречается во влажных затенённых местах. Наиболее северные популяции встречаются в Британской Колумбии около озера Мезиадин. Типичное растение, встречающееся в подлеске смешанных хвойных лесов на высоте до 670 м над уровнем моря, и часто является там доминирующим растением.

## Биология
A. caudatum размножается корневищем, то есть множество ковриков образуются одним клоновым растением, соединённым корневищем. Вид также может размножаться половым путем, при этом его семена разносят муравьи. Цветки опыляются мухами. Однако перекрестное опыление встречается редко. Муравьёв привлекает жирный придаток, прикреплённый к семени. Муравьи несут всю упаковку обратно в муравейники. Семя часто выбрасывается за пределы гнезда. Однако, вегетативный способ размножения более эффективен, чем образование семян с энергетически затратным придатком, который нужен для привлечения муравьев.

## Токсичноать
Представители семейства Aristolochiaceae содержат аристолохиевую кислоту, которая признана канцерогеном.

## Использование
Корень съедобен. Коренные американцы использовали растение в различных лечебных целях. Описывают использование A. caudatum в качестве заменителя имбиря и в качестве чая с лечебными свойствами. Обнаружено антигрибковое действие A. caudatum.